# Loxoprofene
Il loxoprofene è un farmaco che possiede proprietà analgesiche, antinfiammatorie e antipiretiche. La sua attività è da 3 a 20 volte superiore a quella di ketoprofene, naproxene ed indometacina. Nell'infiammazione acuta e cronica i suoi effetti farmacologici risultano paragonabili a quelli di ketoprofene e naproxene con il vantaggio di una minore gastrolesività.

Il loxoprofene sodico inibisce scarsamente la biosintesi delle prostaglandine, ma il suo principale metabolita plasmatico, l'acido (2S)-2-[4-trans-(1'R,2'S)- 2-idrossiciclopentil) metil]fenilpropionico, è un potente inibitore della cicloossigenasi. Il loxoprofene sodico è pertanto un profarmaco e ciò, associato alla bassa citotossicità diretta sulle cellule della mucosa gastrica, spiega, almeno in parte, lo scarso effetto ulcerogeno.

È noto che il processo degenerativo delle cartilagini nelle articolazioni infiammate può essere accelerato da alcuni FANS. Il loxoprofene invece impedisce in vitro la degenerazione del proteoglicano e il suo metabolita attivo non mostra alcun effetto sul metabolismo del proteoglicano.

## Farmacocinetica
Una volta somministrato per os il loxoprofene viene rapidamente ed ampiamente assorbito dal tratto gastrointestinale. Nel ratto circa il 99% di una dose orale viene assorbito. Non sono invece disponibili informazioni specifiche sull'assorbimento nell'uomo. Il loxoprofene è soggetto a un esteso metabolismo presistemico, principalmente nel fegato. Dopo somministrazione orale di una dose di 60 mg, le concentrazioni plasmatiche massime di loxoprofene (5,04 µg/ml) si ottengono in 0,45 ore e quelle del suo metabolita trans-OH (0,85 µg/ml) in 0,79 ore.

Il volume di distribuzione del loxoprofene risulta di 0,11 l/kg, mentre quello del metabolita trans-OH è di 0,68 l/kg. Il loxoprofene e il suo metabolita attivo vengono rapidamente eliminati dal plasma, con emivite di 1,22 e 1,31 ore rispettivamente. Entrambi vengono convertiti nel fegato in metaboliti monoalcoolici che, dopo coniugazione con acido glucuronico, sono escreti principalmente nelle urine. Circa 8 ore dopo l'ingestione, il 50% di una dose è escreto nelle urine (il 2% come farmaco immodificato e il 2,2% come metabolita trans-OH).

## Usi clinici
Il loxoprofene sodico è utilizzato trattamento di numerose patologie in ambito reumatologico ed ortopedico (artrite reumatoide, osteoartrite, lombalgia acuta, periartrite della spalla, dolore da traumi e da estrazione dentaria, dolore post-operatorio. In numerosi studi clinici si è documentata anche una efficacia del farmaco nei soggetti affetti da iperplasia prostatica benigna e nicturia.

## Dosi terapeutiche
Il farmaco è disponibile in compresse e viene somministrato per via orale in dosi di 60 mg tre volte al giorno. È bene non superare la dose massima giornaliera di 360 mg/die. Per una singola somministrazione si impiegano generalmente dai 60 ai 120 mg.

## Effetti collaterali
Sono segnalati insufficienza renale acuta, ulcera gastroduodenale, colestasi intraepatica evidenziata da valori anomali di GOT, GPT e fosfatasi alcalina, anemia, leucocitosi, eosinofilia.

Nei soggetti affetti da asma bronchiale il farmaco può precipitare reazioni di ipersensibilità e broncospasmo. Sono stati anche segnalati casi di polmonite da farmaco.

In alcuni pazienti si possono osservare effetti avversi sintomatici come sedazione, cefalea, dolori addominali, anoressia, disturbi digestivi, nausea e vomito, diarrea, stipsi, dispepsia, stomatite, rash cutanei, prurito, orticaria, edema, cardiopalmo.

## Controindicazioni
Il loxoprofene è controindicato, oltre che nei soggetti con ipersensibilità, anche nei pazienti affetti da ulcera peptica, anomalie della crasi ematica, insufficienza renale ed epatica, asma bronchiale.
Nelle pazienti gravide non ne è indicato l'impiego poiché alcuni studi effettuati sul ratto hanno evidenziato che il loxoprofene può ritardare il parto e spasmizzare il dotto arterioso. Il farmaco è controindicato anche nei neonati e nelle donne che allattano.

## Interazioni
Il loxoprofene sembra potenziare gli effetti anticoagulanti dei cumarinici. Se somministrato insieme alla tolbutamide ne potenzia l'effetto ipoglicemizzante. La concomitante somministrazione di antibiotici chinolonici (ciprofloxacina, levofloxacina, enoxacina) e loxoprofene può indurre convulsioni. Il farmaco è inoltre in grado di ritardare l'eliminazione del metotrexate.